# Théâtre de la Cité – CDN Toulouse Occitanie
Pour les articles homonymes, voir TNT et Théâtre de la Cité.
 (juin 2018).
Le Théâtre de la Cité – CDN Toulouse-Occitanie (ThéâtredelaCité – CDN Toulouse Occitanie selon la graphie officielle), précédemment Théâtre national de Toulouse, est un centre dramatique national français situé 1 rue Pierre-Baudis à Toulouse (Haute-Garonne).
Installé au cœur du centre historique entre la place Wilson et le quartier contemporain de la place Occitane, il est dirigé depuis 2018 par Galin Stoev.
Centre de création et de diffusion théâtrale, il possède un amphithéâtre de 888 places, un petit théâtre (le « CUB ») de 250 places et un studio de 72 places. Il accueille jusqu'à 100 000 spectateurs par an.

## Histoire
L'histoire du théâtre de la cité est liée à celle du Grenier de Toulouse, compagnie théâtrale fondée par Maurice Sarrazin en 1945. La troupe de Maurice Sarrazin est la première compagnie née de la décentralisation théâtrale. Elle est primée en 1946 au Concours des jeunes compagnies, et Maurice Sarrazin obtient en 1949 la direction du troisième centre dramatique national (CDN) créé par Jeanne Laurent. Mais, condamné à l'errance, Le Grenier de Toulouse n'est vraiment implanté dans la ville qu'avec la construction du théâtre Sorano en 1964.
En 1985, Jacques Rosner prend la direction du CDN, qui obtient en 1987 le titre de Théâtre national de Toulouse (TNT). En 1998, Jacques Nichet est nommé directeur du TNT qui intègre un nouvel édifice, le théâtre de la Cité, conçu par l'architecte Alain Sarfati et construit sur l'emplacement de l'ancien Conservatoire de musique, dont il conserve le portail en collage architectural. En sous-sol, les vestiges du rempart gallo-romain ont également été conservés.
Le 1er janvier 2008, Laurent Pelly et Agathe Mélinand deviennent codirecteurs du Théâtre national de Toulouse (TNT).
En 2018, Galin Stoev est nommé directeur du TNT, qu'il renomme Théâtre de la Cité – CDN Toulouse-Occitanie.